# تاتارهای سیبری
تاتارهای سیبری (انگلیسی: Siberian Tatars) یک جمعیت ترک‌تبار بومی در جنگل‌ها و استپ‌های جنوب سیبری هستند و حدود ۷ تا ۲۱۰ هزار نفر جمعیتشان برآورد می‌شود. زبان ترکی تاتاری سیبری این گروه افراد در معرض نابودی قرار دارد. 